# Difenpiramide
Difenpiramide là thuốc chống viêm không steroid.